# Семенов Вячеслав Анатолійович
В'ячесла́в Анато́лійович Семе́нов (у деяких джерелах — Вячеслав; 23 липня 1969, Жмеринка, Вінницька область, УРСР — 17 лютого 2015, Фащівка, Перевальський район, Луганська область, Україна) — український військовослужбовець, капітан (посмертно), Державна прикордонна служба України, учасник російсько-української війни. Герой України.

## Біографія
Протягом 1987—1989 років ніс службу в РА. 2005 року закінчив Вінницький політехнічний інститут. Працював наладчиком на жмеринському заводі «Сектор».
Мобілізований в серпні 2014 року, заступник начальника першої прикордонної застави, Могилів-Подільський прикордонний загін.
Російські збройні формування, посилені артилерією і танками, протягом 17 лютого 2015 року штурмували контрольний блокпост у Фащівці під Дебальцевим. При початку артилерійського обстрілу Семенов вискочив з бліндажа для перевірки обстановки. В той час російський танк вистрелив по позиціях прикордонників упритул. Семенову осколок пробив задню пластину бронежилета та пройшов під праву лопатку. Командира занесли до бліндажа, він був ще живий. Помер на руках у лікаря. При евакуації тіла у БМП влучив снаряд, машина загорілася та залишилась на окупованій території.
Похований в Жмеринці. Вдома лишилися батьки, дружина, дві доньки, чотирирічний онук.

## Нагороди
- Звання Герой України з удостоєнням ордена «Золота Зірка» (11 березня 2016, посмертно) — за виняткову особисту мужність і героїзм, виявлені у захисті державного суверенітету та територіальної цілісності України, вірність військовій присязі[1]. Президент України Петро Порошенко вручив атрибути нагороди вдові В'ячеслава Семенова Тамарі 28 травня 2016 р.[2]
- Орден Богдана Хмельницького III ст. (9 квітня 2015, посмертно) — за особисту мужність і високий професіоналізм, виявлені у захисті державного суверенітету та територіальної цілісності України, вірність військовій присязі[3]

## Вшанування пам'яті
- 30 червня 2017 року на території Одеського прикордонного загону Вячеславу Семенову було встановлено пам'ятник[4].
- Указом Президента України № 233/2017 від 23 серпня 2017 року, з метою увічнення пам'яті Героя України старшого лейтенанта Семенова Вячеслава Анатолійовича, ураховуючи його особливі заслуги перед Батьківщиною, виняткову мужність та героїзм, виявлені у захисті державного суверенітету та територіальної цілісності України, Могилів-Подільському прикордонному загону Південного регіонального управління ДПСУ присвоєне ім'я Героя України старшого лейтенанта Вячеслава Семенова[5].
- 24 квітня 2018 року у київському кінотеатрі «Жовтень» відбувся допрем'єрний показ повнометражного документального фільму «Перехрестя „Балу“», присвяченого пам'яті капітана Ільгара Багірова (Балу) та Героя України капітана (посмертно) В'ячеслава Семенова[6].
- 17 лютого 2020 в Михайлівському соборі (Київ) відбулась молитва за Вячеслава. На ній молились рідні полеглого, побратими та капелани ДПСУ, серед яких от. Михайло Предко[7].